# 28-й гвардейский миномётный полк реактивной артиллерии
28-й гвардейский миномётный Новгородский Краснознамённый полк  — воинская часть Вооружённых сил СССР в Великой Отечественной войне.

## История
Полк формировался в феврале-марте 1942 года в Алабино. На вооружении полка состояли 24 установки БМ-13.
В составе действующей армии с 17 марта 1942 по 9 мая 1945 года.
С 17 марта 1942 участвует в Любанской операции, в марте-апреле в составе 52-й армии в районе Любцов, в дальнейшем несколько севернее, в интересах 59-й армии. Вплоть до зимы 1944 года находится на Волхове
К началу Новгородско-Лужской операции полк был переправлен на плацдарм на реке Волхов, дислоцируется близ села Спасская Полисть и с 14 января 1944 года наносит удары по противнику, а затем продолжает наступление, продвигаясь вместе с войсками 59-й армии с 14 января по 1 марта 1944 года, вышел на рубеж реки Великая. 21 января 1944 года за освобождение города Новгорода, приказом ВГК полку было присвоено наименование «Новгородский».
С 17 по 31 июля 1944 года в ходе Псковско-Островской операции полк обеспечивал огнём форсирование реки Великой силами 229-й стрелковой дивизии и 374-й стрелковой дивизии, и затем поддерживал их наступательные действия, подавляя огонь вражеских огневых средств и уничтожая препятствия на пути продвижения стрелковых подразделений. При участии полка были освобождены Пушкинские Горы, Красногорское, Гаваны, Ляманы, Антоненки, Гравирово, Балтинава. В ходе операции только одним дивизионом полка было уничтожено до 800 солдат и офицеров противника, подавлено 18 огневых точек, 3 наблюдательных пункта, подбито и сожжено 3 танка, отражено 15 контратак противника.
По окончании операции передан в 1-ю ударную армию, в её составе участвует в Тартуской и Рижской операциях, после взятия Риги в середине октября 1944 года продвигается через Юрмалу и с октября 1944 года до мая 1945 года ведёт бои с группировкой противника, окружённой на Курляндском полуострове.

## Состав
- 231-й отдельный гвардейский миномётный дивизион
- 232-й отдельный гвардейский миномётный дивизион
- 233-й отдельный гвардейский миномётный дивизион

С 19 августа 1944 года:
- 1-й гвардейский миномётный дивизион
- 2-й гвардейский миномётный дивизион
- 3-й гвардейский миномётный дивизион

## Подчинение
| Дата            | Фронт (округ)                                              | Армия             | Корпус | Дивизия | Примечания                        |
| --------------- | ---------------------------------------------------------- | ----------------- | ------ | ------- | --------------------------------- |
| 01.02.1942 года | Московский военный округ                                   | -                 | -      | -       | -                                 |
| 01.03.1942 года | Московский военный округ                                   | -                 | -      | -       | -                                 |
| 01.04.1942 года | Волховский фронт                                           | 52-я армия        | -      | -       | -                                 |
| 01.05.1942 года | Ленинградский фронт (Группа войск Волховского направления) | 59-я армия        | -      | -       | -                                 |
| 01.06.1942 года | Ленинградский фронт (Волховская группа войск направления)  | 59-я армия        | -      | -       | -                                 |
| 01.07.1942 года | Волховский фронт                                           | 59-я армия        | -      | -       | -                                 |
| 01.08.1942 года | Волховский фронт                                           | 59-я армия        | -      | -       | -                                 |
| 01.09.1942 года | Волховский фронт                                           | 59-я армия        | -      | -       | без 231-го дивизиона в 52-й армии |
| 01.10.1942 года | Волховский фронт                                           | 59-я армия        | -      | -       | без 231-го дивизиона в 52-й армии |
| 01.11.1942 года | Волховский фронт                                           | 59-я армия        | -      | -       | без 231-го дивизиона в 52-й армии |
| 01.12.1942 года | Волховский фронт                                           | 59-я армия        | -      | -       | без 231-го дивизиона в 52-й армии |
| 01.01.1943 года | Волховский фронт                                           | 59-я армия        | -      | -       | без 231-го дивизиона в 52-й армии |
| 01.02.1943 года | Волховский фронт                                           | 59-я армия        | -      | -       | без 231-го дивизиона в 52-й армии |
| 01.03.1943 года | Волховский фронт                                           | 52-я армия        | -      | -       | -                                 |
| 01.04.1943 года | Волховский фронт                                           | 59-я армия        | -      | -       | без 231-го дивизиона в 52-й армии |
| 01.05.1943 года | Волховский фронт                                           | 59-я армия        | -      | -       | -                                 |
| 01.06.1943 года | Волховский фронт                                           | 59-я армия        | -      | -       | -                                 |
| 01.07.1943 года | Волховский фронт                                           | 59-я армия        | -      | -       | -                                 |
| 01.08.1943 года | Волховский фронт                                           | 59-я армия        | -      | -       | -                                 |
| 01.09.1943 года | Волховский фронт                                           | 59-я армия        | -      | -       | -                                 |
| 01.10.1943 года | Волховский фронт                                           | 59-я армия        | -      | -       | -                                 |
| 01.11.1943 года | Волховский фронт                                           | 59-я армия        | -      | -       | -                                 |
| 01.12.1943 года | Волховский фронт                                           | 59-я армия        | -      | -       | -                                 |
| 01.01.1944 года | Волховский фронт                                           | 59-я армия        | -      | -       | -                                 |
| 01.02.1944 года | Волховский фронт                                           | 59-я армия        | -      | -       | -                                 |
| 01.03.1944 года | Ленинградский фронт                                        | 59-я армия        | -      | -       | -                                 |
| 01.04.1944 года | Ленинградский фронт                                        | 54-я армия        | -      | -       | -                                 |
| 01.05.1944 года | 3-й Прибалтийский фронт                                    | 54-я армия        | -      | -       | -                                 |
| 01.06.1944 года | 3-й Прибалтийский фронт                                    | 42-я армия        | -      | -       | -                                 |
| 01.07.1944 года | 3-й Прибалтийский фронт                                    | 42-я армия        | -      | -       | -                                 |
| 01.08.1944 года | 3-й Прибалтийский фронт                                    | 54-я армия        | -      | -       | -                                 |
| 01.09.1944 года | 3-й Прибалтийский фронт                                    | 1-я ударная армия | -      | -       | -                                 |
| 01.10.1944 года | 3-й Прибалтийский фронт                                    | 1-я ударная армия | -      | -       | -                                 |
| 01.11.1944 года | 2-й Прибалтийский фронт                                    | 1-я ударная армия | -      | -       | -                                 |
| 01.12.1944 года | 2-й Прибалтийский фронт                                    | 1-я ударная армия | -      | -       | -                                 |
| 01.01.1945 года | 2-й Прибалтийский фронт                                    | 1-я ударная армия | -      | -       | -                                 |
| 01.02.1945 года | 2-й Прибалтийский фронт                                    | 1-я ударная армия | -      | -       | -                                 |
| 01.03.1945 года | 2-й Прибалтийский фронт                                    | 1-я ударная армия | -      | -       | -                                 |
| 01.04.1945 года | Ленинградский фронт (Курляндская группа войск)             | 1-я ударная армия | -      | -       | -                                 |
| 01.05.1945 года | Ленинградский фронт (Курляндская группа войск)             | 1-я ударная армия | -      | -       | -                                 |

## Командиры
- подполковник Еремеев Степан Николаевич(пропал без вести в 12.1942), гвардии полковник Егоров Александр Алексеевич(до 9.1944), майор / подполковник Ясюнас Михаил Николаевич(с 9.1944);
- военком — бат. комиссар / замполит подполковник Кошкарев Алексей Иосифович;
- нач.штаба майор Свидлер Наум Исаевич (с 1943);
- пнш капитан Дуванков Николай Георгиевич (1944, затем ком-р 1-го д-на 27 ГМП);

Командиры дивизионов:
- 231-й огдн / 1 — капитан Овчинников Фёдор Васильевич (7.1942, с 2.1943 — ком-р 20 ГМП), майор Василенко Гордей Яковлевич (до 4.1944, затем НШ 321 ГМП), майор Христюк Николай Иванович (7.1944, в 1945 — ком-р 3-го д-на), капитан / майор Юшков Борис Александрович (с 9.1944); военком ст.политрук Коржов Иван Павлович;
- 232-й огдн / 2 — капитан Леонченко Григорий Митрофанович (погиб — 8.10.1942), майор Кузнеченко Дмитрий Васильевич (с 10.1942, 10.08.1944 — ранен), капитан Корниенко Михаил Васильевич (9.1944); нш капитан Кравченко Пётр Никифорович (1944); военком бат. комиссар Шапиро Генух Гершович;
- 233-й огдн / 3 — ст. л-т Свидлер Н. И. (5.1942, с 1943 — НШ полка), майор Василевский Антон Евстафьевич (с 1.1943), майор Продан Пётр Ильич (с 7.1944); нш капитан Львович Хоня Хаймович (1944), капитан Соловьёв Александр Иванович (1945);

## Награды и наименования
| Награда (наименование) | Дата       | За что получена                  |
| ---------------------- | ---------- | -------------------------------- |
| «Гвардейский»          | 2.1942     | При формировании                 |
| Орден Красного Знамени |            |                                  |
| «Новгородский»         | 21.01.1944 | Отличие в освобождении Новгорода |